# Duits eenheidsteam op de Olympische Winterspelen 1964
Tijdens de Olympische Winterspelen van 1964, die in Innsbruck (Oostenrijk) werden gehouden, nam Duitsland voor de zevende keer deel.
Het Duitse eenheidsteam bestond uit 56 sporters uit de Bondsrepubliek en 40 sporters uit de Duitse Democratische Republiek (DDR) die zich via onderlinge wedstrijden hadden gekwalificeerd.

## Medailleoverzicht
| Sport              | Olympiër                          | Discipline   | Medaille |
| ------------------ | --------------------------------- | ------------ | -------- |
| Kunstrijden        | Manfred Schnelldorfer             | mannen       | Goud     |
| Rodelen            | Thomas Köhler                     | mannen       | Goud     |
| Rodelen            | Ortrun Enderlein                  | vrouwen      | Goud     |
| Kunstrijden        | Marika Kilius Hans-Jürgen Bäumler | paarrijden   | Zilver   |
| Rodelen            | Klaus-Michael Bonsack             | mannen       | Zilver   |
| Rodelen            | Ilse Geisler                      | vrouwen      | Zilver   |
| Alpineskiën        | Wolfgang Bartels                  | afdaling (m) | Brons    |
| Noordse combinatie | Georg Thoma                       | mannen       | Brons    |
| Rodelen            | Hans Plenk                        | mannen       | Brons    |

## Deelnemers en resultaten

### Alpineskiën
| Olympiër           | Discipline       | Resultaat | Prestatie                       |
| ------------------ | ---------------- | --------- | ------------------------------- |
| Wolfgang Bartels   | afdaling (m)     | Brons     | 2.19,48 (+1,32)                 |
| Wolfgang Bartels   | reuzenslalom (m) | dnf       | opgave                          |
| Wolfgang Bartels   | slalom (m)       | 9e        | 2.15,92 (+4,79) 1.13,83+1.02,09 |
| Willy Bogner       | afdaling (m)     | 9e        | 2.20,72 (+2,56)                 |
| Willy Bogner       | reuzenslalom (m) | dq        | diskwalificatie                 |
| Ludwig Leitner     | afdaling (m)     | 5e        | 2.19,67 (+1,51)                 |
| Ludwig Leitner     | reuzenslalom (m) | 8e        | 1.50,04 (+3,33)                 |
| Ludwig Leitner     | slalom (m)       | 5e        | 2.12,94 (+1,81) 1.11,19+1.01,75 |
| Eberhard Riedel    | reuzenslalom (m) | 15e       | 1.54,17 (+7,46)                 |
| Eberhard Riedel    | slalom (m)       | 18e       | 2.18,85 (+7,72) 1.13,57+1.05,28 |
| Ernst Scherzer     | slalom (m)       | 13e       | 2.18,10 (+6,97) 1.14,67+1.03,43 |
| Fritz Wagnerberger | afdaling (m)     | 12e       | 2.21,03 (+2,87)                 |
|                    |                  |           |                                 |
| Heidi Biebl        | afdaling (v)     | 4e        | 1.57,87 (+2,48)                 |
| Heidi Biebl        | reuzenslalom (v) | dq        | diskwalificatie                 |
| Heidi Biebl        | slalom (v)       | 4e        | 1.34,04 (+4,18) 44,61+49,43     |
| Burgl Färbinger    | afdaling (v)     | 12e       | 2.01,23 (+5,84)                 |
| Burgl Färbinger    | reuzenslalom (v) | 18e       | 1.58,84 (+6,60)                 |
| Burgl Färbinger    | slalom (v)       | dq-1      | diskwalificatie run 1           |
| Barbi Henneberger  | afdaling (v)     | 5e        | 1.58,03 (+2,64)                 |
| Barbi Henneberger  | reuzenslalom (v) | 7e        | 1.54,26 (+2,02)                 |
| Barbi Henneberger  | slalom (v)       | 10e       | 1.37,55 (+7,69) 47,41+50,14     |
| Heidi Mittermaier  | afdaling (v)     | 23e       | 2.03,05 (+7,66)                 |
| Heidi Mittermaier  | reuzenslalom (v) | 22e       | 2.00,77 (+8,53)                 |
| Heidi Mittermaier  | slalom (v)       | 10e       | 1.37,55 (+7,69) 47,17+50,38     |

### Biatlon
| Olympiër            | Discipline | Resultaat | Prestatie                              |
| ------------------- | ---------- | --------- | -------------------------------------- |
| Hans-Dieter Riechel | 20 km (m)  | 21e       | 1:34.30,9 (+14.04,1) pen.: 3 (1-0-0-2) |
| Egon Schnabel       | 20 km (m)  | 24e       | 1:34.53,0 (+14.26,2) pen.: 2 (1-0-0-1) |
| Helmut Klöpsch      | 20 km (m)  | 31e       | 1:38.08,5 (+17.41,7) pen.: 3 (1-0-1-1) |
| Dieter Ritter       | 20 km (m)  | 33e       | 1:38.51,4 (+18.24,6) pen.: 8 (0-2-4-2) |

### Bobsleeën
| Olympiër                                                   | Discipline                 | Resultaat | Prestatie                                               |
| ---------------------------------------------------------- | -------------------------- | --------- | ------------------------------------------------------- |
| Franz Wörmann Hubert Braun                                 | 2-mansbob (m) Duitsland I  | 6e        | 4.24,70 (+2,80) (1.06,87 / 1.06,42 / 1.05,17 / 1.06,24) |
| Hans Maurer Rupert Grasegger                               | 2-mansbob (m) Duitsland II | 14e       | 4.29,77 (+7,87) (1.06,72 / 1.07,76 / 1.06,92 / 1.08,37) |
| Franz Schelle Ludwig Siebert Josef Sterff Otto Göbl        | 4-mansbob (m) Duitsland I  | 5e        | 4.16,19 (+1,73) (1.04,21 / 1.03,50 / 1.04,15 / 1.04,33) |
| Franz Wörmann Anton Wackerle Rupert Grasegger Hubert Braun | 4-mansbob (m) Duitsland II | 9e        | 4.18,68 (+4,22) (1.04,47 / 1.04,42 / 1.05,25 / 1.04,54) |

### Kunstrijden
| Olympiër                              | Discipline | Resultaat | Prestatie                |
| ------------------------------------- | ---------- | --------- | ------------------------ |
| Manfred Schnelldorfer                 | mannen     | Goud      | pc. 13,0; 1916,9 punten  |
| Ralph Borghard                        | mannen     | 11e       | pc. 90,0; 1742,2 punten  |
| Sepp Schönmetzler                     | mannen     | 12e       | pc. 92,0; 1743,1 punten  |
| Inge Paul                             | vrouwen    | 14e       | pc. 139,0; 1720,3 punten |
| Gabriele Seyfert                      | vrouwen    | 19e       | pc. 177,0; 1685,1 punten |
| Uschi Keßler                          | vrouwen    | 24e       | pc. 213,0; 1642,3 punten |
| Marika Kilius Hans-Jürgen Bäumler     | paarrijden | Zilver    | pc. 15,0; 103,6 punten   |
| Brigitte Wokoeck Heinz-Ulrich Walther | paarrijden | 11e       | pc. 103,5; 88,8 punten   |
| Margit Senf Peter Göbel               | paarrijden | 13e       | pc. 113,5; 87,9 punten   |

### Langlaufen
| Olympiër                                             | Discipline            | Resultaat | Prestatie                                                   |
| ---------------------------------------------------- | --------------------- | --------- | ----------------------------------------------------------- |
| Karl Buhl                                            | 15 km (m)             | 44e       | 57.10,2 (+6.16,1)                                           |
| Rudolf Dannhauer                                     | 30 km (m)             | 32e       | 1:40.35,7 (+9.45,0)                                         |
| Rudolf Dannhauer                                     | 50 km (m)             | dnf       | opgave                                                      |
| Walter Demel                                         | 15 km (m)             | 22e       | 54.37,0 (+3.42,9)                                           |
| Walter Demel                                         | 30 km (m)             | 10e       | 1:33.10,2 (+2.19,5)                                         |
| Alfons Dorner                                        | 30 km (m)             | 34e       | 1:41.09,5 (+10.18,8)                                        |
| Enno Röder                                           | 15 km (m)             | 24e       | 54.52,8 (+3.58,7)                                           |
| Heinz Seidel                                         | 30 km (m)             | 29e       | 1:40.01,0 (+9.10,3)                                         |
| Herbert Steinbeißer                                  | 50 km (m)             | 30e       | 3:06.52,2 (+22.59,6)                                        |
| Helmut Weidlich                                      | 15 km (m)             | 36e       | 56.04,6 (+5.10,5)                                           |
| Siegfried Weiß                                       | 50 km (m)             | 24e       | 3:00.43,0 (+16.50,4)                                        |
| Heinz Seidel Helmut Weidlich Enno Röder Walter Demel | 4x10 km estafette (m) | 7e        | 2:26.34,4 (+7.59,8) (38.00,6 / 36.49,4 / 36.43,3 / 35.01,1) |
|                                                      |                       |           |                                                             |
| Rita Czech-Blasl                                     | 5 km (v)              | 12e       | 19.09,1 (+1.18,6)                                           |
| Rita Czech-Blasl                                     | 10 km (v)             | 15e       | 44.07,8 (+3.43,5)                                           |
| Renate Dannhauer                                     | 5 km (v)              | 15e       | 19.17,0 (+1.26,5)                                           |
| Renate Dannhauer                                     | 10 km (v)             | 14e       | 43.52,7 (+3.28,4)                                           |
| Christine Nestler                                    | 5 km (v)              | 17e       | 19.21,4 (+1.30,9)                                           |
| Christine Nestler                                    | 10 km (v)             | 13e       | 43.38,2 (+3.13,9)                                           |
| Elfriede Spiegelhauer                                | 5 km (v)              | 19e       | 19.52,3 (+2.01,8)                                           |
| Elfriede Spiegelhauer                                | 10 km (v)             | 16e       | 44.08,8 (+3.44,5)                                           |
| Christine Nestler Rita Czech-Blasl Renate Dannhauer  | 3x5 km estafette (v)  | 4e        | 1:04.29,9 (+5.09,7) (22.34,1 / 21.00,8 / 20.55,0)           |

### Noordse combinatie
| Olympiër         | Discipline | Resultaat | Prestatie                                                                                            |
| ---------------- | ---------- | --------- | --- |
| Georg Thoma      | mannen     | Brons     | 452,88 punten schans: 241,1 p 122,0 (73,0 m)+119,1 (71,0 m)+112,7 (66,0 m) 15 km: 211,78 p (52.31,2) |
| Rainer Dietel    | mannen     | 9e        | 417,14 punten schans: 223,8 p 114,5 (72,0 m)+109,3 (67,5 m)+108,3 (65,5 m) 15 km: 193,34 p (54.07,3) |
| Roland Weißpflog | mannen     | 16e       | 401,70 punten schans: 232,4 p 101,3 (62,0 m)+117,1 (71,0 m)+115,3 (68,0 m) 15 km: 169,30 p (56.18,2) |
| Horst Möhwald    | mannen     | 17e       | 396,18 punten schans: 189,2 p 97,0 (65,5 m)+89,4 (64,0 m)+92,2 (61,0 m) 15 km: 206,98 p (52.56,2)    |

### Rodelen
| Olympiër                            | Discipline | Resultaat | Prestatie                                        |
| ----------------------------------- | ---------- | --------- | ------------------------------------------------ |
| Thomas Köhler                       | mannen     | Goud      | 3.26,77 (51,27 / 51,53 / 51,50 / 52,47)          |
| Klaus-Michael Bonsack               | mannen     | Zilver    | 3.27,04 (+0,27) (51,61 / 51,33 / 51,68 / 52,42)  |
| Hans Plenk                          | mannen     | Brons     | 3.30,15 (+3,38) (52,12 / 52,25 / 52,31 / 53,47)  |
| Fritz Nachmann                      | mannen     | dnf       | opgave                                           |
| Ortrun Enderlein                    | vrouwen    | Goud      | 3.24,67 (51,13 / 51,12 / 50,87 / 51,55)          |
| Ilse Geisler                        | vrouwen    | Zilver    | 3.27,42 (+2,75) (51,28 / 51,48 / 51,20 / 53,46)  |
| Minna Blüml                         | vrouwen    | 10e       | 3.36,32 (+11,65) (56,87 / 53,80 / 52,33 / 53,32) |
| Walter Eggert Helmut Vollprecht     | dubbel     | 4e        | 1.43,08 (+1,46) (51,27 / 51,81)                  |
| Thomas Köhler Klaus-Michael Bonsack | dubbel     | dnf       | opgave                                           |

### Schaatsen
| Olympiër          | Discipline   | Resultaat | Prestatie         |
| ----------------- | ------------ | --------- | ----------------- |
| Herbert Höfl      | 500 m (m)    | 24e       | 42,3 (+2,2)       |
| Herbert Höfl      | 1500 m (m)   | 26e       | 2.16,8 (+6,5)     |
| Helmut Kuhnert    | 500 m (m)    | 16e       | 41,8 (+1,7)       |
| Jürgen Schmidt    | 1500 m (m)   | 39e       | 2.20,0 (+9,7)     |
| Jürgen Schmidt    | 5000 m (m)   | 39e       | 8.36,6 (+58,2)    |
| Günther Tilch     | 500 m (m)    | 24e       | 42,3 (+2,2)       |
| Günter Traub      | 500 m (m)    | 33e       | 43,4 (+3,3)       |
| Günter Traub      | 1500 m (m)   | 17e       | 2.15,3 (+5,0)     |
| Günter Traub      | 5000 m (m)   | 11e       | 7.53,9 (+15,5)    |
| Günter Traub      | 10.000 m (m) | 19e       | 16.58,4 (+1.08,3) |
| Jürgen Traub      | 10.000 m (m) | 21e       | 17.08,9 (+1.18,8) |
| Gerd Zimmermann   | 1500 m (m)   | 29e       | 2.17,3 (+7,0)     |
| Gerd Zimmermann   | 5000 m (m)   | 13e       | 7.56,8 (+18,4)    |
| Gerd Zimmermann   | 10.000 m (m) | 7e        | 16.22,5 (+32,4)   |
|                   |              |           |                   |
| Sigrit Behrenz    | 500 m (v)    | 25e       | 50,9 (+5,9)       |
| Rita Blankenburg  | 3000 m (v)   | 17e       | 5.40,8 (+25,9)    |
| Helga Haase       | 500 m (v)    | 8e        | 47,2 (+2,2)       |
| Helga Haase       | 1000 m (v)   | 4e        | 1.35,7 (+2,5)     |
| Helga Haase       | 1500 m (v)   | 5e        | 2.28,6 (+6,0)     |
| Erika Heinicke    | 1000 m (v)   | 23e       | 1.43,2 (+10,0)    |
| Erika Heinicke    | 1500 m (v)   | 28e       | 2.40,4 (+17,8)    |
| Erika Heinicke    | 3000 m (v)   | 28e       | 5.56,0 (+41,1)    |
| Inge Lieckfeldt   | 1500 m (v)   | 21e       | 2.36,2 (+13,6)    |
| Inge Lieckfeldt   | 3000 m (v)   | 21e       | 5.42,7 (+27,8)    |
| Brigitte Reichert | 500 m (v)    | 21e       | 49,8 (+4,8)       |
| Brigitte Reichert | 1000 m (v)   | 25e       | 1.44,9 (+11,7)    |

### Schansspringen
| Olympiër         | Discipline         | Resultaat | Prestatie                                                 |
| ---------------- | ------------------ | --------- | --------------------------------------------------------- |
| Dieter Bokeloh   | grote schans (m)   | 4e        | 214,6 punten 108,1 (92,0 m)+99,5 (83,0 m)+106,5 (83,5 m)  |
| Max Bolkart      | normale schans (m) | 37e       | 191,5 punten 92,7 (69,5 m)+98,1 (72,5 m)+93,4 (70,0 m)    |
| Karl-Heinz Munk  | normale schans (m) | 9e        | 207,0 punten 104,9 (77,0 m)+102,1 (75,0 m)+100,4 (74,0 m) |
| Karl-Heinz Munk  | grote schans (m)   | 21e       | 200,6 punten 74,4 (91,5 m)+104,5 (87,0 m)+96,1 (80,0 m)   |
| Dieter Neuendorf | normale schans (m) | 5e        | 214,7 punten 109,3 (78,5 m)+105,4 (77,0 m)+102,8 (75,0 m) |
| Dieter Neuendorf | grote schans (m)   | 8e        | 212,6 punten 109,8 (92,5 m)+102,8 (84,5 m)+101,8 (83,0 m) |
| Helmut Recknagel | normale schans (m) | 6e        | 210,4 punten 101,3 (75,5 m)+105,4 (77,0 m)+105,0 (75,5 m) |
| Helmut Recknagel | grote schans (m)   | 7e        | 212,8 punten 107,0 (89,0 m)+105,8 (86,5 m)+98,2 (78,0 m)  |

### IJshockey
| Olympiër | Discipline | Resultaat | Prestatie |
| --- | ---------- | --------- | --- |
| Paul Ambros Bernd Herzig Michael Hobelsberger Ernst Köpf Albert Loibl Josef Reif Otto Schneitberger Georg Scholz Siegfried Schubert Dieter Schwimmbeck Ernst Trautwein Leonhard Waitl Helmut Zanghellini Kurt Sepp Ulli Jansen Horst Franz Schuldes Silvester Wackerle | mannen     | 7e        | kwalificatieronde: 2 - 1 Duitsland - Polen A-groep (1e-8e plaats): 1 - 11 Duitsland - Tsjecho-Slowakije 0 - 8 Duitsland - Verenigde Staten 2 - 4 Duitsland - Canada 2 - 10 Duitsland - Zweden 0 - 10 Duitsland - Sovjet-Unie 6 - 5 Duitsland - Zwitserland 2 - 1 Duitsland - Finland |

Argentinië · Australië · België · Bulgarije · Canada · Chili · Denemarken · Duits eenheidsteam · Finland · Frankrijk · Griekenland · Groot-Brittannië · Hongarije · IJsland · India · Iran · Italië · Japan · Joegoslavië · Libanon · Liechtenstein · Mongolië · Nederland ·  Noord-Korea · Noorwegen · Oostenrijk · Polen · Roemenië · Sovjet-Unie · Spanje · Tsjecho-Slowakije · Turkije · Verenigde Staten · Zuid-Korea · Zweden · Zwitserland